# Weidenblättrige Zwergmispel
Die Weidenblättrige Zwergmispel oder Weiden-Zwergmispel (Cotoneaster salicifolius) ist ein meist immergrüner, bis 5 Meter hoher Strauch mit roten Früchten aus der Gruppe der Kernobstgewächse (Pyrinae). Das natürliche Verbreitungsgebiet der Art liegt in China.

## Beschreibung
Die Weidenblättrige Zwergmispel ist ein meist immergrüner, bis 5 Meter hoher Strauch mit ausgebreiteten bis aufgerichteten Zweigen. Die Zweige sind rötlich braun bis graubraun, anfangs dicht filzig behaart und später verkahlend. Die Laubblätter sind in Blattstiel und Blattspreite gegliedert. Der Blattstiel ist häufig rot gefärbt, dick, 4 bis 5 Millimeter lang und filzig behaart. Die Nebenblätter sind braun, linealisch oder linealisch-lanzettlich, 4 bis 7 Millimeter lang, leicht filzig behaart und früh abfallend. Die Blattspreite ist einfach, oval-länglich, eiförmig-lanzettlich oder linealisch-lanzettlich, 4 bis 8,5 Zentimeter lang und 1,5 bis 2,5 Zentimeter breit, ganzrandig, spitz oder zugespitzt und mit keilförmiger Basis. Es werden 12 bis 16 Blattadern gebildet. Die Blattoberseite ist kahl oder fein behaart, runzelig mit eingesenkten Blattadern; die Unterseite ist grau filzig behaart mit hervortretenden Blattadern.
Die Blütenstände sind 3,5 bis 6 Zentimeter lange und 3 bis 4 Zentimeter durchmessende, zusammengesetzte Schirmrispen aus vielen Blüten mit filzig behaarten Blütenstandsspindeln. Die Tragblätter sind linealisch, 3 bis 5 Millimeter lang und fallen bald ab. Die Blütenstiele sind filzig behaart und 2 bis 4 Millimeter lang. Die Blüten haben Durchmesser von 5 bis 6 Millimeter. Der Blütenbecher ist glockenförmig und an der Außenseite graufilzig behaart. Die Kelchblätter sind dreieckig, 1,5 bis 2,5 Millimeter lang und spitz oder zugespitzt. Die Kronblätter stehen waagrecht, sie sind weiß, eiförmig oder rundlich, 2,5 bis 4 Millimeter lang und 3 bis 4 Millimeter breit, kahl, mit stumpfer Spitze und kurz genagelter Basis. Die etwa 20 Staubblätter sind etwas länger oder etwa gleich lang wie die Kronblätter. Die Staubbeutel sind rötlich. Die Spitze des Fruchtknotens ist fein behaart. Die zwei bis drei freistehenden Griffel sind gleich lang oder etwas kürzer als die Staubblätter. Die scharlachroten, verkehrt-eiförmigen, rundlichen oder eiförmigen Früchte haben Durchmesser von 3 bis 7 Millimeter. Je Frucht werden zwei oder drei Kerne gebildet. Die Weidenblättrige Zwergmispel blüht im Juni, die Früchte reifen im Oktober.
Die Chromosomenzahl beträgt 2n = 34.

## Vorkommen und Standortansprüche
Das natürliche Verbreitungsgebiet liegt in den chinesischen Provinzen Guizhou, Hubei, Hunan, Sichuan und Yunnan. Die Weidenblättrige Zwergmispel wächst in Bergregionen, in Mischwäldern, Hängen und offenen Flächen in 400 bis 3000 Metern Höhe.

## Systematik
Die Weidenblättrige Zwergmispel (Cotoneaster salicifolius) ist eine Art aus der Gattung der Zwergmispeln (Cotoneaster). Sie wird in der Familie der Rosengewächse (Rosaceae) der Unterfamilie Spiraeoideae, Tribus Pyreae der Untertribus der Kernobstgewächse (Pyrinae) zugeordnet. Die Art wurde 1886 von Adrien René Franchet als Cotoneaster salicifolia erstmals wissenschaftlich beschrieben. Der Gattungsname Cotoneaster leitet sich vom lateinischen „cotoneum malum“ für die Quitte (Cydonia oblonga) ab. Die Endung „aster“ ist eine Vergröberungsform für Pflanzengruppen, die im Vergleich zu ähnlichen Gruppen als minderwertig betrachtet werden. Das Artepitheton salicifolius kommt aus dem Lateinischen, salix bedeutet „Weide“ und -folius „-blättrig“, zusammen also „weidenblättrig“.

## Verwendung
Zahlreiche Kultursorten werden der Art zugeschrieben, wobei viele aus Kreuzung mit nahe verwandten Arten entstanden sind. Nach anderer Ansicht werden die Kultursorten nur fälschlicherweise Cotoneaster salicifolius zugeordnet und wurden aus einer anderen Art gezüchtet.

## Nachweise